# Aït Soukhmane
La tribu Aït Soukhmane (en amazigh : Ayt Suxman) est une tribu berbère faisant partie jadis de la confédération des Aït Yafelman.
Elle occupe un espace géographique entre le Moyen Atlas et une partie du Haut Atlas oriental. Population nomade se déplaçant entre sommets et plateaux arides prospèrent de riches et vertes vallées avec des champs irrigués par les rivières.